# Édouard Mantois
Édouard Mantois est un maître-verrier et skipper français né le 23 août 1848 à Blois et mort le 23 avril 1900 à Paris. 

## Carrière
Maître-verrier, s'associant à Charles Feil en 1885, il est connu pour sa fabrication de verres d'optique et de lunettes astronomiques, remportant le Grand Prix de l'Exposition universelle de 1889 à Paris (ce qui lui vaudra la décoration de chevalier de la Légion d'honneur) et créant la plus grande lunette astronomique du monde en 1900.
Il préside le Rowing Club de Paris et crée la course Rowing Club de Paris-Société nautique de la Marne en 1880 ; il est également vice-président du Cercle de la voile de Paris dans les années 1890.
Édouard Mantois est cité dans les rapports olympiques comme participant aux deux courses de classe 1-2 tonneaux aux Jeux olympiques d'été de 1900, à bord de Nina Claire, et médaillé de bronze à l'issue de la première course ainsi que quatrième de la seconde course. Néanmoins, ces épreuves se déroulent après sa mort ; l'historien Stéphane Gachet émet l'hypothèse d'un hommage à titre posthume de la part de ses coéquipiers.